# 中華民國—阿爾巴尼亞關係
中華民國與阿爾巴尼亞共和國無正式外交關係，目前也沒有在對方首都互設具大使館功能的代表機構。對阿爾巴尼亞的相關事務由駐義大利臺北代表處兼轄。

## 政治

### 外交

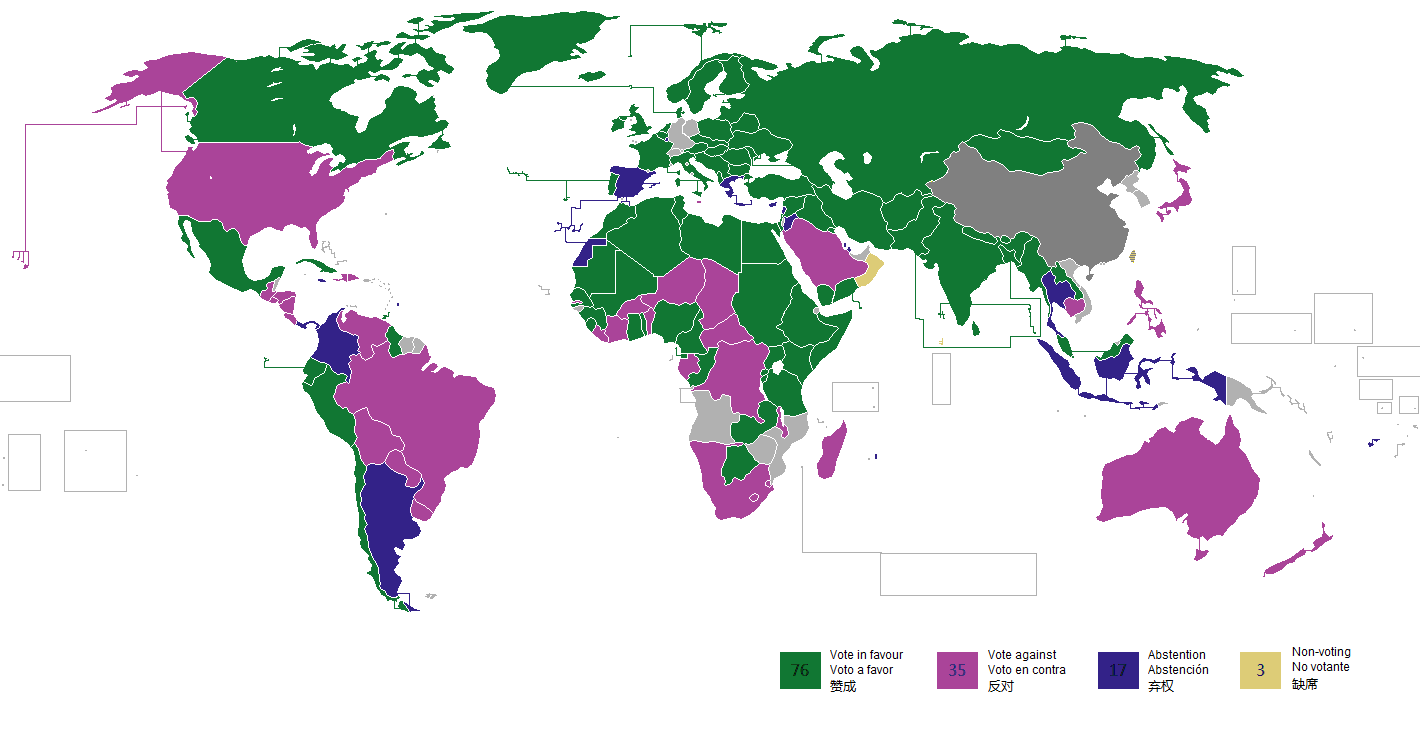
綠色國家表示在1971年的投票中反對中華民國續留聯合國，即《聯合國大會2758號決議》，其中包括當時的阿爾巴尼亞人民共和國。

阿爾巴尼亞是歷屆聯合國大會有關「中國代表權問題」的提案人，至冷戰結束前的數十年間，對中華民國極不友好。
1971年10月25日，第26屆聯合國大會就阿爾巴尼亞等23國所提出的「恢復中華人民共和國在聯合國的合法權利」議案進行表決。最終以76票贊成、35票反對、17票棄權的結果通過。根據《聯合國憲章》和聯合國大會議事規則，提案通過即成為正式決議，是為《聯合國大會2758號決議》。中華民國、馬爾地夫、阿曼等3國未投票。代表中國正統的中華民國政府，以外交部長周書楷為代表，在表決之前數小時，於大會上主動宣布退出聯合國。日後，中華民國政府將此決議稱為「排我納匪案」。
1992年5月，中華民國駐教廷大使黃秀日訪問阿爾巴尼亞，並會見總統等高層政府官員。
1995年6月，中華民國經濟部長江丙坤率團赴瑞士參加蒙太納論壇，期間會見阿爾巴尼亞總統貝里沙。
1999年5月12日，阿爾巴尼亞國會部份議員成立「阿台友好協會」，成員包括不同黨派之國會議員及學者，積極推動兩國關係。
2004年11月25日，簽署《中華民國法務部調查局洗錢防制中心與阿爾巴尼亞反洗錢理事會防制洗錢情報合作交換備忘錄》。
2015年，阿爾巴尼亞國會領袖謝希抵台訪問。

## 經濟

### 貿易
1990年3月，中華民國行政院開放對阿爾巴尼亞直接貿易。4月，開放直接投資。行政院同時核定與阿爾巴尼亞通匯、通訊、通航等措施。
| 年分 | 貿易總額   | 貿易總額 | 貿易總額 | 出口至阿爾巴尼亞 | 出口至阿爾巴尼亞 | 出口至阿爾巴尼亞 | 自阿爾巴尼亞進口 | 自阿爾巴尼亞進口 | 自阿爾巴尼亞進口 | 順逆差  |
| 年分 | 金額       | 年增減   | 排名     | 金額             | 年增減           | 排名             | 金額             | 年增減           | 排名             | 順逆差  |
| ---- | ---------- | -------- | -------- | ---------------- | ---------------- | ---------------- | ---------------- | ---------------- | ---------------- | ------- |
| 2017 | 10,851,255 | ▼8.5%    | 142      | 9,599,401        | ▼7.5%            | 122              | 1,251,854        | ▼15.2%           | 153              | 順差▼   |
| 2018 | 12,405,664 | ▲14.3%   | 141      | 5,925,014        | ▼38.3%           | 142              | 6,480,650        | ▲417.7%          | 118              | 逆差 -- |
| 2019 | 9,041,049  | ▼27.1%   | 150      | 5,453,501        | ▼8.0%            | 144              | 3,587,548        | ▼44.6%           | 130              | 順差 -- |
| 2020 | 5,292,235  | ▼41.5%   | 160      | 3,925,742        | ▼28.0%           | 152              | 1,366,493        | ▼61.9%           | 152              | 順差▲   |
| 2021 | 7,890,351  | ▲49.1%   | 158      | 6,468,299        | ▲64.8%           | 139              | 1,422,052        | ▲4.1%            | 153              | 順差▲   |
| 2022 | 8,060,031  | ▲2.2%    | 153      | 6,348,405        | ▼1.9%            | 140              | 1,711,626        | ▲20.4%           | 149              | 順差▼   |
| 2023 | 10,928,681 | ▲35.6%   | 139      | 8,419,907        | ▲32.6%           | 126              | 2,508,774        | ▲46.6%           | 137              | 順差▲   |
| 2024 | 8,950,970  | ▼18.1%   | 151      | 6,655,124        | ▼21.0%           | 133              | 2,295,846        | ▼8.5%            | 150              | 順差▼   |

2023年的兩國貿易項目如下：
出口至阿爾巴尼亞的前10大項目為：苯乙烯之聚合物；診斷或實驗用有底襯之試劑或配製試劑，以及檢定參照物；稻米；鋼鐵製螺釘、螺栓、螺帽、螺旋鈎、車用螺釘、鉚釘、橫梢、開口梢、墊圈與類似製品；自行車或機動車輛用之電氣照明或信號設備、擋風板刮刷器、去霜或去霧器；乙烯之聚合物；電話機（包括智能手机），以及其他傳輸或接收聲音、圖像之有線或无线网络通訊器具；機動車輛所用之零件與附件；理化分析用儀器與器具、計量或檢查粘性、多孔性、膨脹性、表面张力與類似性能之儀器與器具，計量或檢查熱量、音量或光之儀器與器具、理化分析用切片機；塑料製自粘性板、片、箔、帶、條、薄膜與其他平面形狀等。
自阿爾巴尼亞進口的前10大項目為：女用或女童用服飾；針織或鉤針織T恤、汗衫與其他；針織或鉤針織套頭衫、無領開襟上衣、外穿式背心與類似品；壓縮點火內燃往复式发动机；纸、纸板、纤维素胎或纖維素紙所製之箱、盒、匣、袋與其他包裝容器；以皮革製面鞋靴；男用或男童用服飾；已調製或保藏之魚類、鱼子酱與魚卵調製之代替品；絕緣電線、電纜與其他絕緣電導體；水，包括天然水或人造礦泉水與汽水（碳酸水），未含糖或其他甜味料與香料者，雪與冰等。

### 交流
2013年11月23日，外交部委託中華民國對外貿易發展協會（外貿協會）組團參加於阿尔巴尼亚议会大廈舉辦的「2013地拉那國際博覽會」，此博覽會是該國規模最大的綜合性商展。
2014年11月16日，阿爾巴尼亞商業總會長首次訪臺，期間拜會外貿協會副秘書長，進行首次經貿交流。阿爾巴尼亞商業總會是該國規模最大的商會。

## 簽證

持中華民國護照的中華民國國民簽證要求分布圖：入境阿爾阿尼亞可以免簽證。

持阿爾巴尼亞護照的阿爾巴尼亞國民簽證要求分布圖：入境中華民國可以免簽證。

持有載明身分證字號的中華民國護照之中華民國國民可以免簽證的方式入境阿爾巴尼亞，每6個月期間內總計可停留90天。
持有阿爾巴尼亞護照的阿爾巴尼亞國民也可以免簽證的方式入境中華民國，停留最多90天。

## 交通

### 航空

#### 客運
兩國無直航班機，可經由（不計航點遠近，截至2023年7月4日）：
- 臺北→杜拜、伊斯坦堡、倫敦、巴黎（*季節性飛阿爾巴尼亞）、羅馬、米蘭、慕尼黑、法蘭克福、維也納、布拉格*（2023年7月18日開航臺北），再轉機前往阿爾巴尼亞的地拉那德蕾莎修女國際機場。

### 駕車
同時持有效中華民國汽車駕駛執照及國際駕駛執照正本較有可能在阿爾巴尼亞租到車。

## 外部連結
- 中華民國外交部－阿爾巴尼亞共和國簡介 （页面存档备份，存于）
- 駐義大利台北代表處
- 外交部領事事務局－國外旅遊警示分級表
- 中華民國衛生福利部－國際旅遊疫情建議等級
- 中華民國國際經濟合作協會 （页面存档备份，存于）